# قرار مجلس الأمن التابع للأمم المتحدة رقم 1172
قرار مجلس الأمن التابع للأمم المتحدة رقم 1172، المتخذ بالإجماع في 6 حزيران / يونيو 1998، بعد الاستماع إلى التجارب النووية التي أجرتها الهند وباكستان في أيار / مايو 1998، أدان المجلس التجارب وطالب كلا البلدين بالامتناع عن إجراء مزيد من التجارب.

## القرار
بدأ مجلس الأمن كلمته بالقول إن انتشار الأسلحة النووية يشكل تهديداً للسلم والأمن الدوليين. وأعرب المجلس عن قلقه إزاء التجارب التي أجرتها الهند وباكستان وإزاء سباق تسلح محتمل في جنوب آسيا. وتم التأكيد على أهمية معاهدة عدم انتشار الأسلحة النووية، ومعاهدة الحظر الشامل للتجارب النووية، وتفكيك الأسلحة النووية.
أدان مجلس الأمن اختبار بوكران -2 الهندي في 11 و 13 مايو وتجربة تشاجاي -1 الباكستانية في 28 و 30 مايو. وطالب الدولتين بوقف التجارب على الفور وطلبت من جميع الدول عدم إجراء تجارب الأسلحة النووية بعد الآن. كما طلب من الهند وباكستان التحلي بضبط النفس والامتناع عن التحركات الاستفزازية واستئناف الحوار. كما طُلب من البلدين وقف برامج أسلحتهما النووية، ووقف تطوير الصواريخ الباليستية والمواد الانشطارية. تم حث جميع البلدان على حظر تصدير المعدات أو المواد أو التكنولوجيا التي يمكن أن تساعد بأي شكل من الأشكال البرامج في أي من البلدين.
وفي مقابل إنهاء برامجهم النووية، عرض مجلس الأمن المساعدة في تسوية نزاع كشمير.

## رد فعل
ورد البلدان المعنيان بغضب على تبني القرار، حيث وصفته وزارة الخارجية الهندية بأنه «قسري وغير مفيد» بينما قالت باكستان إن وجود أسلحة نووية في جنوب آسيا أصبح الآن حقيقة واقعة. ومع ذلك، أشارت حكومة الهند إلى أن «مجلس الأمن التابع للأمم المتحدة قد أقر بأن الحوار الثنائي يجب أن يكون أساس العلاقات الهندية الباكستانية وأنه يجب إيجاد حلول مقبولة للطرفين للقضايا العالقة بما في ذلك كشمير. وهذا يتفق مع موقفنا».

## روابط خارجية
- نص القرار في undocs.org